# 欧亚鵟

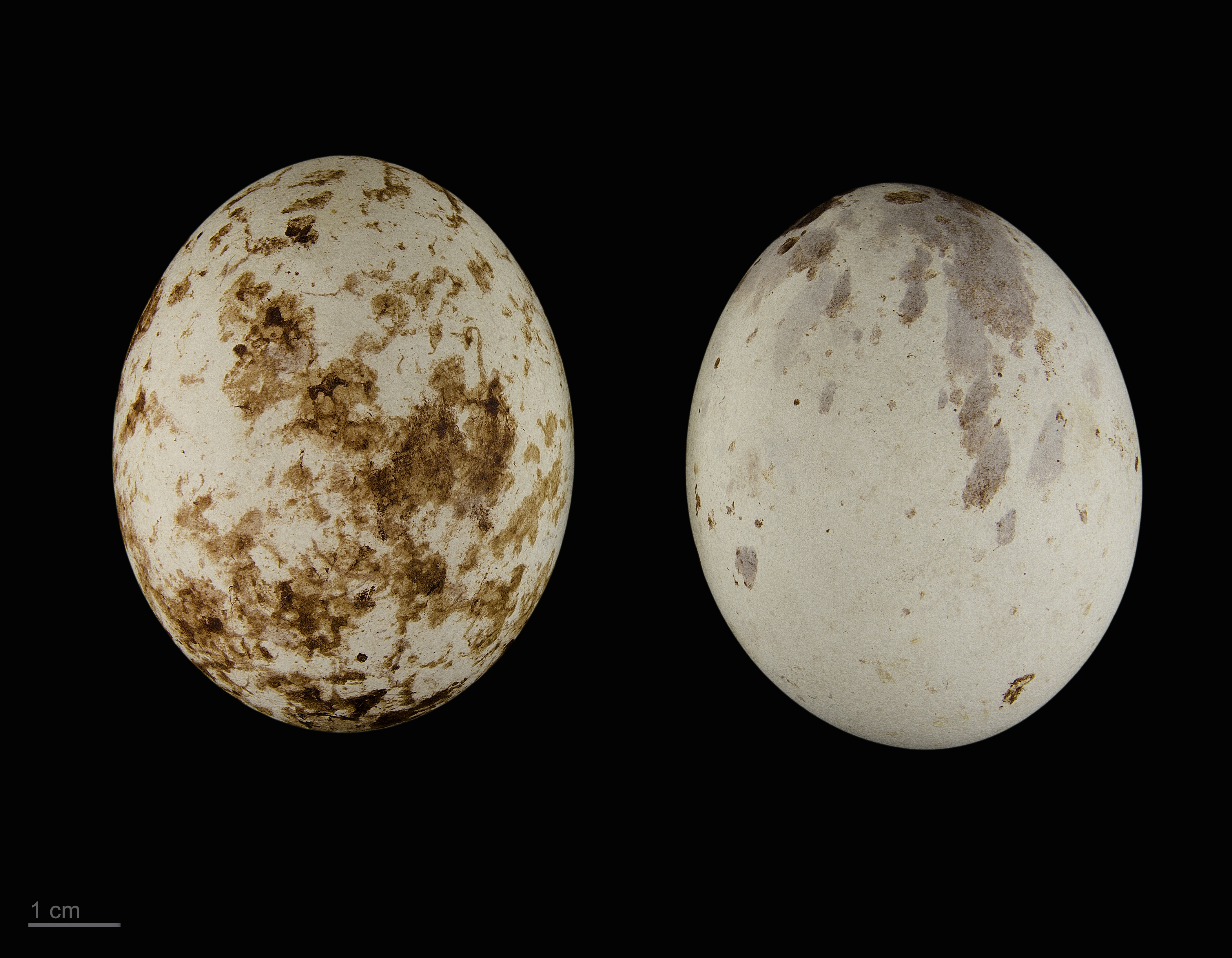
卵 Buteo buteo

欧亚鵟 (学名：Buteo buteo)，原称普通鵟，是生存在欧亚大陆和非洲部分地区的一种鹰形目猛禽。欧亚鵟原为普通鵟的指名亚种（Buteo buteo buteo），后来将分于欧亚大陆西部和非洲地区的物种叫欧亚鵟（Buteo buteo），分布在亚洲东部地区的叫东方𫛭（日本𫛭，Buteo japonicus）。现在中文学术界一般将东方𫛭称为“普通鵟”。
欧亚鵟体重约759.1克，翼长约382.9毫米，嘴峰长约35.9毫米，喙宽度约12.6毫米，喙厚度约16.6毫米，跗蹠长约75.8毫米，尾长约214.4毫米。欧亚鵟是部分迁徙的鸟类，其栖息在开放的草原环境中，食性为肉食性，主要食物来源是陆生脊椎动物。

## 亚种
- ：分布于西太平洋地区和马德拉岛；越冬于西非。
- ：分布于科西嘉和撒丁岛。
- ：分布于亚速尔群岛。
- ：分布于加那利群岛。
- ：分布于北太平洋地区；越冬于南亚和撒哈拉以南的非洲。
- ：分布于南克里米亚和高加索地区至北伊朗。[3]

## 文化
音樂家奧立佛·梅湘創作的鋼琴獨奏曲集《鳥類圖誌》中的第11曲以鷗亞鵟為題。